# جب الصفا، حماة
جب الصفا (به عربی: جب الصفا) یک روستا در سوریه است که در ناحیه حمرا واقع شده‌است. جب الصفا ۱٬۳۰۵ نفر جمعیت دارد.